# Mansión Matarazzo
La Mansión Matarazzo fue una casona ubicada en la ciudad de São Paulo, Brasil. Fue construida en 1896 por el conde Francesco Matarazzo, inmigrante italiano y patriarca de la familia Matarazzo. La mansión se ubicaba en el número 1230 de la Avenida Paulista en su esquina con la Rúa Pamplona.
El palacio fue construido en estilo neoclásico, con una superficie de 4.400 metros cuadrados, enclavado en doce mil metros cuadrados de jardines. Tenía diecinueve dormitorios, diecisiete salas de estar, tres bodegas, comedores, una cocina alicatada hasta el techo y una biblioteca llena de libros raros. La decoración interior consistía en muebles venecianos, puertas florentinas, mesas chinas, platería y porcelana de diversas procedencias, cuadros de gran valor de Rubens, Brueghel y Canaletto. La fachada estaba coronada por el escudo de los Matarazzo, esculpido en mármol travertino. 

## Ampliación y remodelación
Entre las décadas de 1920 y 1930, la casa se adaptó con una serie de cambios, empezando por la adquisición de terrenos circundantes y la construcción del nivel superior. En esta primera fase, la mansión sirvió de residencia al conde Francesco Matarazzo.
A principios de la década de 1940 fue completamente remodelada. Francisco Matarazzo Júnior, que sucedió a su padre al frente del Grupo Matarazzo, encargó al arquitecto Marcello Piacentini un nuevo proyecto para la residencia, que fue completamente reconstruida. Una de las celebraciones más legendarias de la élite brasileña tuvo lugar en la mansión, la boda de Filomena Matarazzo con el industrial carioca João Lage. La celebración se conoció como "las mil y dos noches de la Avenida Paulista" y duró tres días.

## Decadencia
Luego de la muerte de Francisco Matarazzo Júnior en 1977, la mansión entró en decadencia. La condesa Mariângela, viuda del conde, y su hija Maria Pia Matarazzo, vivieron ahí hasta 1989. Luego la casa quedó abandonada. Poco después, la familia y la alcaldía de la ciudad entraron en conflicto con relación al proyecto de declaración del inmueble como patrimonio histórico.
La Mansión fue declarada patrimonio histórico en 1989 a disgusto de la familia que mantuvo una disputa judicial con la Alcaldía durante la gestión de Luiza Erundina quien pretendía instalar en el edificio el "Museo del Trabajador". La familia, que exigía una indemnización millonaria, intentó hacer caer la casa durante una madrugada a través de una bomba detonada en su sótano. A pesar de que el inmueble no se derrumbó, la explosión comprometió su estructura. El proyecto del museo siguió adelante y, en 1994, la familia consiguió revertir en la justicia la declaración como patrimonio y recuperó la posesión del inmueble.

## Demolición
El proceso de demolición comenzó en 1996, año del centenario de la mansión. El terreno fue vendido a Cyrela Commercial Properties y a una empresa del grupo Camargo Corrêa, por 125 millones de reales, que construyeron allí el Centro Comercial Cidade São Paulo. Hasta 2011, había un aparcamiento en el solar. En marzo de ese año, se concedió un permiso para el inicio de las obras de construcción del centro comercial, sin dejar nada catalogado en el solar.